# Cheick Kongo
Cheick Guillaume Ouedraogo (Pariz, Francuska, 17. svibnja 1975.) je francuski borac mješovitih borilačkih vještina (MMA) i kickboksač. Trenutno trenira u timu Wolfslair MMA Academy s borcima kao što su Quinton "Rampage" Jackson i Michael Bisping.

## Početci
Cheick Kongo je Afrofrancuz rođen u Parizu od majke iz Burkine Faso i oca Kongoanca. Kongo je borilačke vještine počeo trenirati u dobi od pet godina, i to kendo i karate. Kako je postajao stariji, počeo se zanimati i za druge borilačke sportove. To su bili tajlandski boks, kickboks i hrvanje u grčko-rimskom stilu. U dobi od 19 godina počeo je trenirati i pentjak silat setia hati terate, indonežansku borilačku vještinu. U to vrijeme treneri su mu bili Charles Joussot i Franck Roppers.

## MMA karijera

### Prije UFC-a
Kongo je svoju profesionalnu karijeru kao borac mješovitih borilačkih vještina (MMA) započeo 10. lipnja 2001. Protivnik mu je bio nizozemski borac Andre Tete, kojeg je porazio polugom na nozi. U drugom nastupu, protiv također nizozemskog protivnika, van der Veena, ostvario je prvu pobjedu tehničkim nokautom.
U trećoj borbi protiv Rodneyja Faverusa poražen je nakon tajnog glasovanja sudaca. 
20. svibnja 2004. Kongo je prvi puta poražen tehničkim nokautom, u borbi protiv Gilberta Yvela.
Cheick Kongo uspješno je nastupao na borilačkim turnirima koji su se održavali u Nizozemskoj. Krajem 2005., nakon što je borac ostvario odličan omjer od 7-2-1 (pobjeda-poraz-neriješeno), dobio je priliku te potpisao za UFC.
Također, uz MMA borbe, Kongo se uspješno natjecao i na turnirima u savate i tajlandskom boksu. Tako je Kongo bio europski prvak u savate boksu dok je 2003. bio interkontinentalni a 2004. svjetski prvak u tajlandskom boksu.

### UFC karijera
Kongo debitirao je na UFC prvenstvu 8. srpnja 2006. Na turniru UFC 61 koji je održan u Las Vegasu, Kongo je tehničkim nokautom pobijedio američkog borca Gilberta Aldana. Borba je prekinuta liječničkom intervencijom.
Iako kod boraca to nije uobičajeno, Kongo vrlo brzo nastupa već na sljedećem turniru UFC 62. Protivnik mu je Mađar Christian Wellisch koji je u toj borbi debitirao u UFC-u. Kongo pobjeđuje nakon 2,5 minute, nokautom koljenom.
U sljedećoj borbi protiv Carmela Marrera, koji je također debitirao u UFC-u, Kongo nakon regularnog dijela gubi borbu odlukom sudaca (odluka je bila podijeljena).
Zanimljivo je spomenuti da su se prve tri Kongove borbe u UFC-u odvijale u Las Vegasu (UFC 61, 62, 64). Naime, nije čest slučaj da UFC održava turnire u kontinuitetu na jednoj lokaciji. Najčešće se turniri odvijaju uvijek u drugom gradu. Razlog tome je promocija ovog sporta i same organizacije. Tako se od 2007. pa do danas, UFC-ovi turniri osim u Sjedinjenim Državama, znaju organizirati i u Europi, Kanadi i Australiji, Brazilu i Emiratima.
Sljedeće dvije Kongove borbe održavane su u Engleskoj, točnije Londonu i Manchesteru. Prvi protivnik bio mu je Brazilac Assuerio Silva, kojeg je pobijedio odlukom sudaca. U drugoj borbi u Engleskoj, Kongo postaje poznat hrvatskoj sportskoj javnosti. Naime, na turniru UFC 75 održanom 8. rujna 2007. protivnik mu je bio Mirko "Cro Cop" Filipović. Kongo je u borbi prikazao potpunu superiornost te je proglašen pobjednikom nakon tajnog glasovanja sudaca. Ta pobjeda poslužila je francuskom borcu kao najbolji oblik promocije u UFC-u.
Na UFC 82 turniru održanom u Columbusu, Kongo je izgubio odlukom sudaca protiv Heatha Herringa. Već na sljedećoj borbi, na turniru UFC 87, Kongo se "vraća" pobjedama. Norveški protivnik Dan Evensen koji je debitirao u UFC-u, poražen je tehničkim nokautom.
Na turniru UFC 92, protivnik mu je bio britanski superteškaš Mustapha Al Turk koji je bio ultimate prvak engleskog Cage Rage prvenstva. Kongo je u borbi sa serijom udaraca koljenom i rukama, napravio veliki "rez" na britančevoj koži, pokraj oka. Sudac Steve Mazzagatti, prekinuo je borbu nakon malo više od 4,5 minute u prvoj rundi, a Kongo pobjeđuje tehničkim nokautom.
I u sljedećoj borbi, na turniru UFC 97, Kongo pobjeđuje protivnika (Antoni Hardonk) tehničkim nokautom.
Sredinom 2009., na UFC 99 turniru, trebali su se boriti Cain Velasquez i Heath Herring, u središnjoj borbi večeri. Kako Herring nije bio spreman za borbu, umjesto njega, Velasquezu je kao zamjena dodijeljen Kongo. Za Konga je ta borba bila važna, jer bi s pobjedom osigurao borbu za naslov superteške kategorije, protiv boljeg iz kasnijeg ogleda, Frank Mir i Brock Lesnar.
Ipak, Kongo je izgubio nakon tajnog glasovanja sudaca. Jedan izvor blizak sucima, izjavio je, da ih je Velasquez razočarao, jer kao kickboksač u borbi nije koristio udarce iz tog sporta. Međutim, presudila je njegova bolja borba na tlu u odnosu na protivnika.
Na turniru UFC 107 Kongo je za protivnika dobio Franka Mira. Na razgovoru prije borbe, Mir je iskazao jako nepoštovanje prema francuskom borcu, tvrdeći da se Kongo ne zna boriti u borbi na tlu. Frank Mir pobjeđuje polugom na vratu, odnosno tehničkim prekidom. Borba je završena već u prvoj rundi, nako samo 72 sekunde.
21. ožujka 2010. Kongo prekidom pobjeđuje Amerikanca Paula Buentella.
Kongo je s UFC-om potpisao ugovor na novih šest borbi. U prvom sljedećem meču na turniru UFC 116, Kongo se 3. srpnja 2010. trebao boriti s Royjom Nelsonom, pobjednikom turnira The Ultimate Fighter 10. Međutim, zbog Kongove ozljede borba je otkazana.
16. listopada 2010. na turniru UFC 120 protiv dotada neporaženog borca Travisa Brownea suci su borbu obiju boraca proglasili neriješenom. 22. listopada 2010. komisija UFC-a je donijela odluku kojom je Kongo suspendiran iz borbi na 180 dana zbog ozljede lijeve ruke te obnovljene ozljede leđa koje je zadobio tokom borbe s Browneom.

### Bellator karijera
Ubrzo nakon što je najavljeno da Rampage Jackson napušta UFC i prelazi u konkurentsku organizaciju Bellator, sam borac je izjavio da će i njegov kolega iz tima, Cheick Kongo prijeći ondje. Prelazak Konga u Bellator je postao služben 28. kolovoza 2013.
Nakon dvije pobjede u novoj organizaciji, Kongu je dodijeljena borba za naslov prvaka u superteškoj kategoriji protiv nositelja naslova, Vitalija Minakova. Tu borbu Kongo je izgubio sudačkom odlukom. Nakon tog poraza, francuski borac se vratio pobjedama i to protiv Erica Smitha i Lavara Johnsona.
Sljedeću godinu Kongo otvara porazom od Lawala a nakon toga uslijedila je pobjeda nad ruskim protivnikom Volkovim u kojoj je Francuz slavio nakon dominantne pobjede. Kroz tri runde je u potpunosti dominirao nad Rusom te slavio jednoglasnom odlukom sudaca nakon tri runde. Kongo je jednostavno bio bolji na nogama, no i na parteru, gdje je nekoliko puta nanosio štetu brutalnim udarcima laktovima.
Ubrzo je uslijedila serija od četiri pobjede u nizu i to protiv Queiroza, Johnsona, bivšeg sparing partnera Thompsona te brazilskog Japanca Sakaija.

## Osvojeni turniri
| Godina | Turnir                          |
| ------ | ------------------------------- |
| 2013.  | Bellator MMA: Season 9          |
| 2005.  | King of Colosseum               |
| 2005.  | Rings World                     |
| 2004.  | King of the Ring                |
| 2004.  | SP u tajlandskom boksu          |
| 2003.  | INT. PRV. u tajlandskom boksu * |
| 2002.  | Rings Europe                    |
| 2001.  | Rings Europe *                  |
| ---    | EP u savate boksu               |

- Interkontinentalno prvenstvo
- Vice prvak turnira

### Borbe mješovitim borilačkim vještinama
| Rezultat   | Omjer   | Protivnik          | Razlog                          | Turnir                           | Nadnevak    | Runda | Vrijeme | Mjesto održavanja        |
| ---------- | ------- | ------------------ | ------------------------------- | -------------------------------- | ----------- | ----- | ------- | ------------------------ |
| pobjeda    | 27-10-2 | Augusto Sakai      | odluka sudaca (podijeljeno)     | Bellator 179                     | 19-05-2017. | 3     | 5:00    | London, Engleska         |
| pobjeda    | 26-10-2 | Oli Thompson       | odluka sudaca (tajno glasanje)  | Bellator 172                     | 18-02-2017. | 3     | 5:00    | San Jose, Kalifornija    |
| pobjeda    | 25-10-2 | Tony Johnson       | odluka sudaca (jednoglasno)     | Bellator 161                     | 16-09-2016. | 3     | 5:00    | Cedar Park, Teksas       |
| pobjeda    | 24-10-2 | Vinicius Queiroz   | odluka sudaca (podijeljeno)     | Bellator 150                     | 26-02-2016. | 3     | 5:00    | Mulvane, Kansas          |
| pobjeda    | 23-10-2 | Aleksandar Volkov  | odluka sudaca (jednoglasno)     | Bellator 139                     | 26-06-2015. | 3     | 5:00    | Mulvane, Kansas          |
| poraz      | 22-10-2 | Muhammed Lawal     | odluka sudaca (podijeljeno)     | Bellator 134                     | 27-02-2015. | 3     | 5:00    | Uncasville, Connecticut  |
| pobjeda    | 22-9-2  | Lavar Johnson      | prekid (gušenje)                | Bellator 123                     | 05-09-2014. | 1     | 3:27    | Uncasville, Connecticut  |
| pobjeda    | 21-9-2  | Eric Smith         | TKO (udarci)                    | Bellator 120                     | 17-05-2014. | 2     | 4:35    | Southaven, Mississippi   |
| poraz      | 20-9-2  | Vitalij Minakov    | odluka sudaca (tajno glasanje)  | Bellator 115                     | 04-04-2014. | 5     | 5:00    | Reno, Nevada             |
| pobjeda    | 20-8-2  | Peter Graham       | odluka sudaca (tajno glasanje)  | Bellator 107                     | 08-11-2013. | 3     | 5:00    | Thackerville, Oklahoma   |
| pobjeda    | 19-8-2  | Mark Godbeer       | TKO (udarci)                    | Bellator 102                     | 04-10-2013. | 2     | 2:04    | Visalia, Kalifornija     |
| poraz      | 18-8-2  | Roy Nelson         | TKO (udarci)                    | UFC 159                          | 27-04-2013. | 1     | 2:03    | Newark, New Jersey       |
| pobjeda    | 18-7-2  | Shawn Jordan       | odluka sudaca (tajno glasanje)  | UFC 149                          | 21-07-2012. | 3     | 5:00    | Calgary, Alberta, Kanada |
| poraz      | 17-7-2  | Mark Hunt          | TKO (udarci)                    | UFC 144: Edgar vs. Henderson     | 26-02-2012. | 1     | 2:11    | Saitama, Japan           |
| pobjeda    | 17-6-2  | Matt Mitrione      | odluka sudaca (tajno glasanje)  | UFC 137                          | 29-10-2011. | 3     | 5:00    | Las Vegas, Nevada        |
| pobjeda    | 16-6-2  | Pat Barry          | TKO (udarci)                    | UFC Live: Kongo vs. Barry        | 26-06-2011. | 1     | 2:39    | Pittsburgh, Pennsylvania |
| neriješeno | 15-6-2  | Travis Browne      | odluka sudaca (tajno glasanje)  | UFC 120: Bisping vs. Akiyama     | 16-10-2010. | 3     | 5:00    | London, Engleska         |
| pobjeda    | 15-6-1  | Paul Buentello     | prekid (udarci)                 | UFC LIVE: Vera vs. Jones         | 21-03-2010. | 3     | 1:16    | Broomfield, Colorado     |
| poraz      | 14-6-1  | Frank Mir          | tehnički prekid (gušenje)       | UFC 107: Penn vs. Sanchez        | 12-12-2009. | 1     | 1:12    | Memphis, Tennessee       |
| poraz      | 14-5-1  | Cain Velasquez     | sudačka odluka (tajno glasanje) | UFC 99: The Comeback             | 13-06-2009. | 3     | 5:00    | Köln, Njemačka           |
| pobjeda    | 14-4-1  | Antoni Hardonk     | TKO (udarci)                    | UFC 97: Redemption               | 18-04-2009. | 2     | 2:29    | Montreal, Quebec         |
| pobjeda    | 13-4-1  | Mustapha Al Turk   | TKO (koljena i udarci)          | UFC 92: The Ultimate 2008        | 27-12-2008. | 1     | 4:37    | Las Vegas, Nevada        |
| pobjeda    | 12-4-1  | Dan Evensen        | TKO (udarci)                    | UFC 87: Seek and Destroy         | 09-08-2008. | 1     | 4:55    | Minneapolis, Minnesota   |
| poraz      | 11-4-1  | Heath Herring      | odluka sudaca (podijeljeno)     | UFC 82: Pride of a Champion      | 01-03-2008. | 3     | 5:00    | Columbus, Ohio           |
| pobjeda    | 11-3-1  | Mirko Filipović    | odluka sudaca (jednoglasno)     | UFC 75: Champion vs. Champion    | 08-09-2007. | 3     | 5:00    | London, Engleska         |
| pobjeda    | 10-3-1  | Assuerio Silva     | odluka sudaca (većina)          | UFC 70: Nations Collide          | 21-04-2007. | 3     | 5:00    | Manchester, Engleska     |
| poraz      | 9-3-1   | Carmelo Marrero    | odluka sudaca (podijeljeno)     | UFC 64: Unstoppable              | 14-10-2006. | 3     | 5:00    | Las Vegas, Nevada        |
| pobjeda    | 9-2-1   | Christian Wellisch | KO (koljeno)                    | UFC 62: Liddell vs. Sobral       | 26-08-2006. | 1     | 2:51    | Las Vegas, Nevada        |
| pobjeda    | 8-2-1   | Gilbert Aldana     | TKO (liječnički prekid)         | UFC 61: Bitter Rivals            | 08-07-2006. | 1     | 4:13    | Las Vegas, Nevada        |
| pobjeda    | 7-2-1   | Dave Dalgliesh     | TKO                             | RINGS Holland: Men of Honor      | 11-12-2005. | 2     | ---     | Utrecht, Nizozemska      |
| pobjeda    | 6-2-1   | Gabor Nemeth       | KO                              | King of the Ring                 | 04-06-2005. | 2     | ---     | Zagreb, Hrvatska         |
| poraz      | 5-2-1   | Gilbert Yvel       | TKO (udarci)                    | It's Showtime: Amsterdam Arena   | 20-05-2004. | 2     | ---     | Amsterdam, Nizozemska    |
| pobjeda    | 5-1-1   | Joop Kasteel       | KO (udarac)                     | RINGS Holland: World's Greatest  | 04-04-2004. | 1     | 4:31    | Utrecht, Nizozemska      |
| pobjeda    | 4-1-1   | Dave Vader         | odluka sudaca (jednoglasno)     | RINGS Holland: The Untouchables  | 27-09-2003. | 3     | 2:00    | Utrecht, Nizozemska      |
| pobjeda    | 3-1-1   | Hans Nijman        | prekid (poluga na ruci)         | It's Showtime: Amsterdam Arena   | 08-06-2003. | 2     | 0:59    | Amsterdam, Nizozemska    |
| neriješeno | 2-1-1   | Hans Nijman        | neriješeno                      | It's Showtime: As Usual          | 29-09-2002. | 2     | 5:00    | Haarlem, Nizozemska      |
| poraz      | 2-1-0   | Rodney Faverus     | odluka sudaca (tajno glasanje)  | RINGS Holland: Saved by the Bell | 02-06-2002. | 2     | 5:00    | Amsterdam, Nizozemska    |
| pobjeda    | 2-0-0   | D. van der Veen    | TKO (udarci)                    | RINGS Holland: Some Like It Hard | 02-12-2001. | 2     | 1:25    | Utrecht, Nizozemska      |
| pobjeda    | 1-0-0   | Andre Tete         | prekid (poluga na nozi)         | RINGS Holland: No Guts, No Glory | 10-06-2001. | 1     | 3:20    | Amsterdam, Nizozemska    |

## Vanjske poveznice
- Službeni MySpace profil borca
- Službeni MMA omjer borca na Sherdog.com